# 4. listopada
4. listopada (4. 10.)  277. je dan godine po gregorijanskom kalendaru (278. u prijestupnoj godini).
Do kraja godine ima još 88 dana.

## Događaji
- 1079. – Papa Grgur VII. zaprijetio u pismu istarsko-kranjskom markgrofu Vecelinu izopćenjem iz Crkve, ako napadne Hrvatsku kojom je tada vladao kralj Dmitar Zvonimir.
- 1582. – U većini katoličkih zemalja počela je vrijediti kalendarska reforma pape Grgura XIII. pa je 4. listopada slijedio 15. listopada, čime je ispravljena pogreška nastala korištenjem netočnoga julijanskog kalendara.
- 1686. – austrijski vojvoda Ludvig Badenski spalio Sulejmanov most kod Osijeka.
- 1832. – Probijen put preko Malog Alana koji vodi od Like prema hrvatskom jugu.
- 1834. – Svečano otvorena nova kazališna zgrada na Gornjem gradu u Zagrebu.
- 1944. – Britanske trupe iskrcale su se na Peloponezu i oslobodile lučki grad Patras.
- 1954. – U SAD je premijerno prikazan mjuzikl "Amerikanac u Parizu" redatelja Vincentea Minnellija, a prema glazbi Georgea Gershwina. Film je dobio šest Oscara.
- 1957. – SSSR lansirao Sputnjik 1, prvi umjetni satelit u Zemljinoj orbiti.
- 1958. – Finski premijer Karl-August Fegerhorn dao je ostavku zbog ekonomske krize u zemlji.
- 1991. – Mobilizirana 149. brigada HV, Zagreb-Trešnjevka.
- 1991. – Srpske postrojbe spalile su hrvatski zaselak Čorke kod Vrhovina (vidi pokolj u Čorcima listopada 1991.).
- 1991. – Velikosrpske snage napale Karlovac.[1]
- 2020. – Službeno objavljena papina enciklika Svi smo braća (Fratelli tutti), koju je papa Franjo potpisao 3. listopada, u talijanskom Asizu u regiji Umbriji.[2]

| - 1289. – Luj X., francuski kralj († 1316.) - 1542. – Robert Bellarmino, talijanski kardinal i svetac († 1621.) - 1822. – Rutherford B. Hayes, general, odvjetnik, političar i 19. predsjednik SAD-a († 1893.) - 1879. – Albert Botteri, hrvatski oftalmolog, dopisni član HAZU († 1955.) - 1895. – Buster Keaton, američki redatelj i glumac († 1966.) - 1922. – Sveta Ivanka Beretta Molla, katolička svetica, liječnica († 1962.) - 1942. – Jóhanna Sigurðardóttir, islandska političarka, prva žena u povijesti te države koja je postala premijerom, te prva homoseksualna osoba koja je došla na čelo neke države u modernoj povijesti (novog vijeka) - 1949. – Armand Assante, američki filmski glumac - 1957. – Ingrid Antičević-Marinović, hrvatska političarka - 1961. – Zoran Vulić, hrvatski nogometaš - 1988. – Derrick Rose, američki košarkaš | - 1669. – Rembrandt van Rijn, nizozemski slikar i bakropisac (* 1606.) - 1749. – Franjo Trenk, austrijski pukovnik (* 1711.) - 1934. – Marija Zankovecka, ukrajinska kazališna glumica (* 1854.) - 1947. – Max Planck, njemački fizičar (* 1858.) - 1951. – Henrietta Lacks, iz njezinih je stanica uzgojena prva linija ljudskih besmrtnih stanica (HeLa)(* 1920.) - 1964. – Marijan Trepše, hrvatski slikar, grafičar i scenograf (* 1897.) - 1970. – Janis Joplin, američka rock pjevačica (* 1943.) - 1989. – Lavoslav Horvat, hrvatski arhitekt (* 1901.) - 1997. – Romano Amerio, švicarski teolog, filozof i publicist (* 1905.) - 2013. – Võ Nguyên Giáp, vijetnamski političar, general i državnik (* 1911.) |

## Blagdani i spomendani
- Dan grada Lipika
- Svjetski dan zaštite životinja